# Слава-Великопольська
Слава-Великопольська (пол. Sława Wielkopolska, нім. Deutschfeldhof) — село в Польщі, у гміні Скоки Вонґровецького повіту Великопольського воєводства.
У 1975-1998 роках село належало до Познанського воєводства.